# Andreas Fötschl
Andreas Fötschl (* 19. September 1973) ist ein ehemaliger österreichischer Fußballspieler und nunmehriger -trainer.

## Karriere

### Als Spieler
Fötschl kam über das BNZ Tirol 1990 in die Jugend des SV Austria Salzburg. Im Jänner 1993 wechselte er zum Zweitligisten ASVÖ FC Puch. Im April 1993 debütierte er in der zweiten Liga, als er am 26. Spieltag der Saison 1992/93 gegen den SV Spittal/Drau in der Halbzeitpause für Johann Pinwinkler eingewechselt wurde. Mit Puch musste er 1995 in die Drittklassigkeit absteigen.
Zur Saison 1998/99 wechselte Fötschl zum Zweitligisten SV Braunau. Nach einer Saison kehrte er zum Regionalligisten Puch zurück. 2000 wechselte er zum PSV Salzburg. 2002 schloss er sich dem ASK Salzburg an. 2003 wechselte er zum fünftklassigen 1. FC Vöcklabruck. Mit den Vöcklabruckern konnte er den Durchmarsch in die Regionalliga Mitte erreichen. Zur Saison 2006/07 wechselte Fötschl zum Landesligisten USK Anif. Mit Anif konnte er zu Saisonende in die Regionalliga aufsteigen. Nach der Saison 2009/10 beendete Fötschl seine Karriere. Während seiner Zeit als Trainer des Klubs stand er 2011 kurzzeitig im Kader des FC Bergheim.

### Als Trainer
Fötschl wurde 2010 Trainer der Zweitmannschaft des USK Anif. 2011 wurde er Trainer des Fünftligisten FC Bergheim. Zur Saison 2012/13 übernahm er den Trainerposten beim Landesligisten USC Eugendorf. Mit Eugendorf konnte er zu Saisonende in die Regionalliga West aufsteigen.
Nach vier Jahren als Trainer des USC Eugendorf wurde Fötschl zur Saison 2016/17 Trainer des Ligakonkurrenten SV Grödig, bei dem er eigentlich die Zweitmannschaft übernehmen hätte sollen.
Nach folgenden Engagements beim SAK, ASV und beim SK Bischofshofen wurde Fötschl im Mai 2023 als neuer Cheftrainer des FC Puch präsentiert. Er kehrt damit zu jenem Verein zurück, für den er bereits über 100 Spiele während seiner Karriere als Spieler absolviert hat.

## Persönliches
Sein Sohn Yannic (* 2003) ist ebenfalls Fußballspieler.